# İşcan
İşcan ist ein türkischer männlicher Vorname türkischer und persischer Herkunft sowie ein Familienname.

## Namensträger

### Familienname
- Elit İşcan (* 1994), türkische Schauspielerin
- Eray İşcan (* 1991), türkischer Fußballspieler
- Haşim İşcan (1898–1968), türkischer Hochschullehrer und Kommunalpolitiker